# Aulo Postumio Albino Regilense
Aulo Postumio Albino Regilense  fue un político y militar romano del siglo IV a. C. perteneciente a la gens Postumia.

## Familia
Albino fue miembro de los Postumios Albinos, una rama familiar patricia de la gens Postumia. Su relación con otros miembros de la familia es desconocida.

## Carrera pública
Fue nombrado tribuno consular en el año 397 a. C. Con su colega Lucio Julio Julo reunió un ejército de voluntarios, debido a que los tribunos de la plebe se oponían a un reclutamiento en regla, y aplastó a un cuerpo de tarquinienses que regresaban a casa después de saquear el territorio romano. El colegio del que formaba parte hubo de dimitir antes de que acabara el año porque había habido un defecto de forma en su elección. Fue reelegido en el año 381 a. C.